# Kaporet

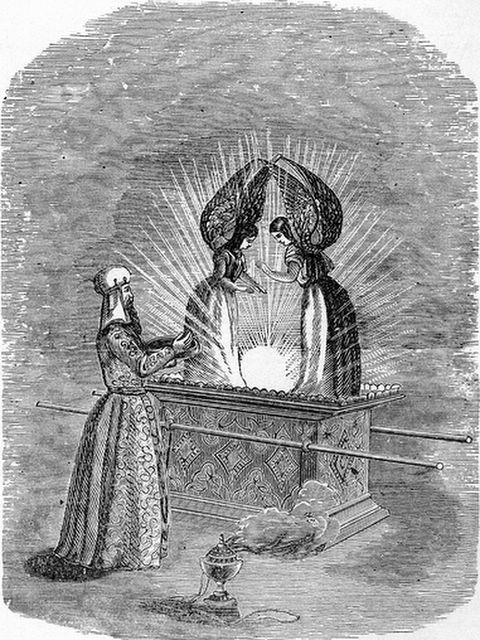
Arka Przymierza i kaporet Ilustracja Henry'ego Davenport Northropz'a z 1894 r.

Kaporet – (hebr. הַכַּפֹּֽרֶת ha-kappōreṯ, tłum. „przebłagalnia”) zgodnie z Biblią kaporet (hebr. הַכַּפֹּֽרֶת ha-kappōreṯ) lub ubłagalnia była złotą pokrywą umieszczaną na Arce Przymierza, z dwoma cherubinami umieszczonymi na jej końcach, aby zakryć i stworzyć przestrzeń, w której trwała i przejawiała się obecność Jahwe. Było to powiązane z rytuałami święta Jom Kipur. W starożytnym Izraelu kapłan dokonywał nad pokrywą Arki obrzędu przebłagania za grzechy swoje i całego Izraela (Kpł 16,1-34; 23,26-32; Hbr 9,7). Termin ten pojawia się również w późniejszych źródłach żydowskich i dwukrotnie w Nowym Testamencie, skąd bierze swoje znaczenie w teologii chrześcijańskiej. Obecnie kaporetem nazywa się zawieszany nad parochetem lambrekin, który symbolizuje wieko Arki Przymierza. 

## Etymologia
Etymologia słowa kaporet (hebr. הַכַּפֹּֽרֶת) jest niejasna. Tłumaczy się je jako „przebłagalnia”, ponieważ ma ten sam rdzeń (kpr – kaf; pe; re(j)sz), co hebr. słowa kipur, kapara, które oznaczają przebaczenie za grzechy, odpokutowanie, pojednanie, okup. 

## W judaizmie

### W Tanach

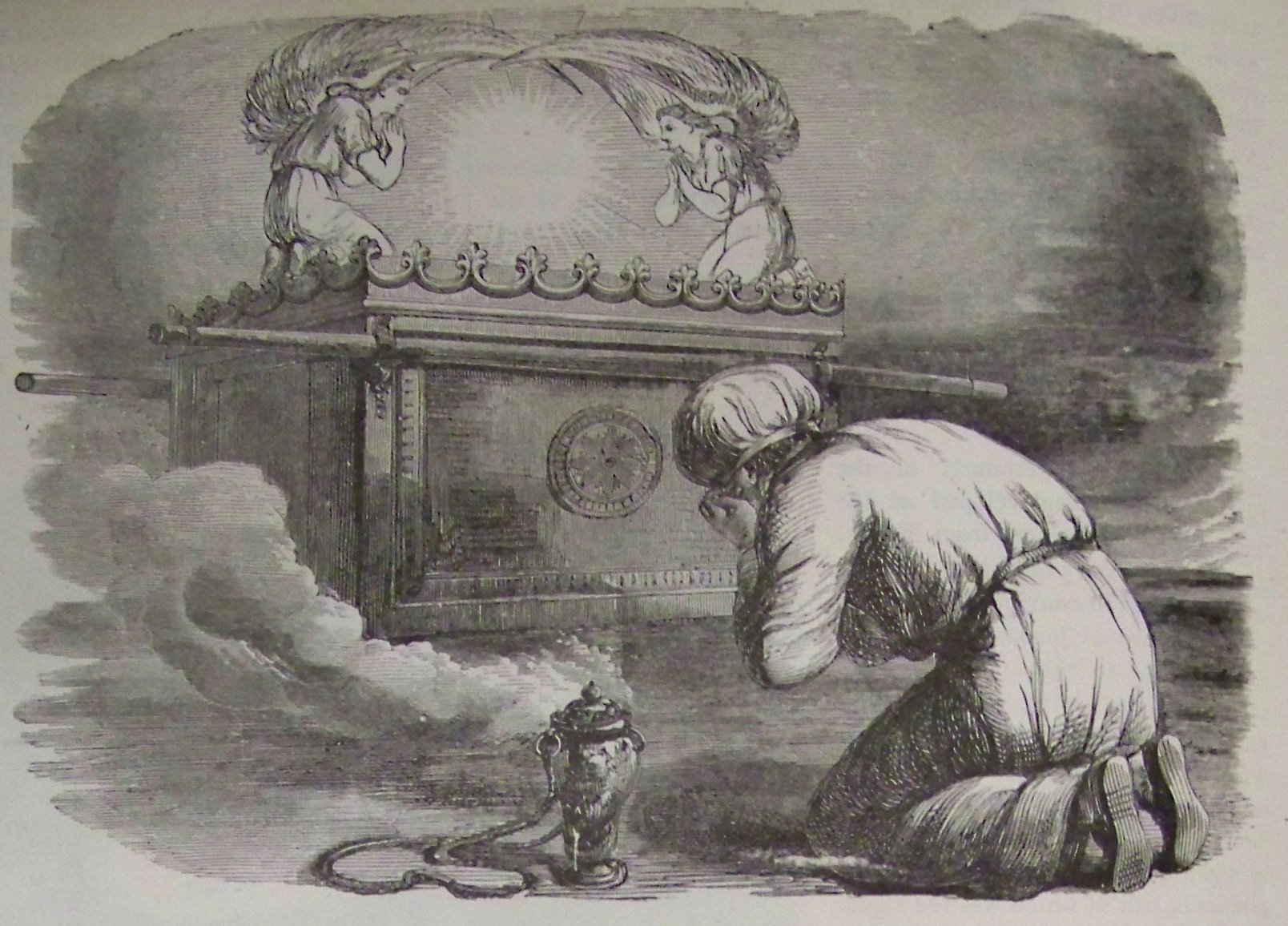
Kaporet, Ilustracja z 1890 r. ze Standardowej Biblii Chrześcijańskiej wyd. Holmana

Według relacji biblijnej (Wj 25:19; 37:6), pokrywa była wykonana z czystego złota i miała takie same wymiary jak arka pod nią, długość 2,5 łokcia i szerokość 1,5 łokcia. Dwa złote cherubiny zostały umieszczone na obu końcach pokrywy, zwrócone do siebie i do kaporetu, z rozpostartymi skrzydłami tak, aby objąć nimi pokrywę (Wj 25:18–21). Cherubini tworzyli miejsce dla Jahwe (1 Sm 4:4). Arka i ubłagalnia znajdowały się wewnątrz Miejsca Najświętszego, najbardziej wewnętrznego sanktuarium świątyni, które było oddzielone od innych części świątyni grubą zasłoną (parochetem). Do Sancta sanctorum mógł wejść tylko arcykapłan w święto Jom Kipur. Arcykapłan pokropił wieko krwią cielca ofiarnego jako przebłaganie za grzechy ludu Izraela.

### W tradycji rabinistycznej

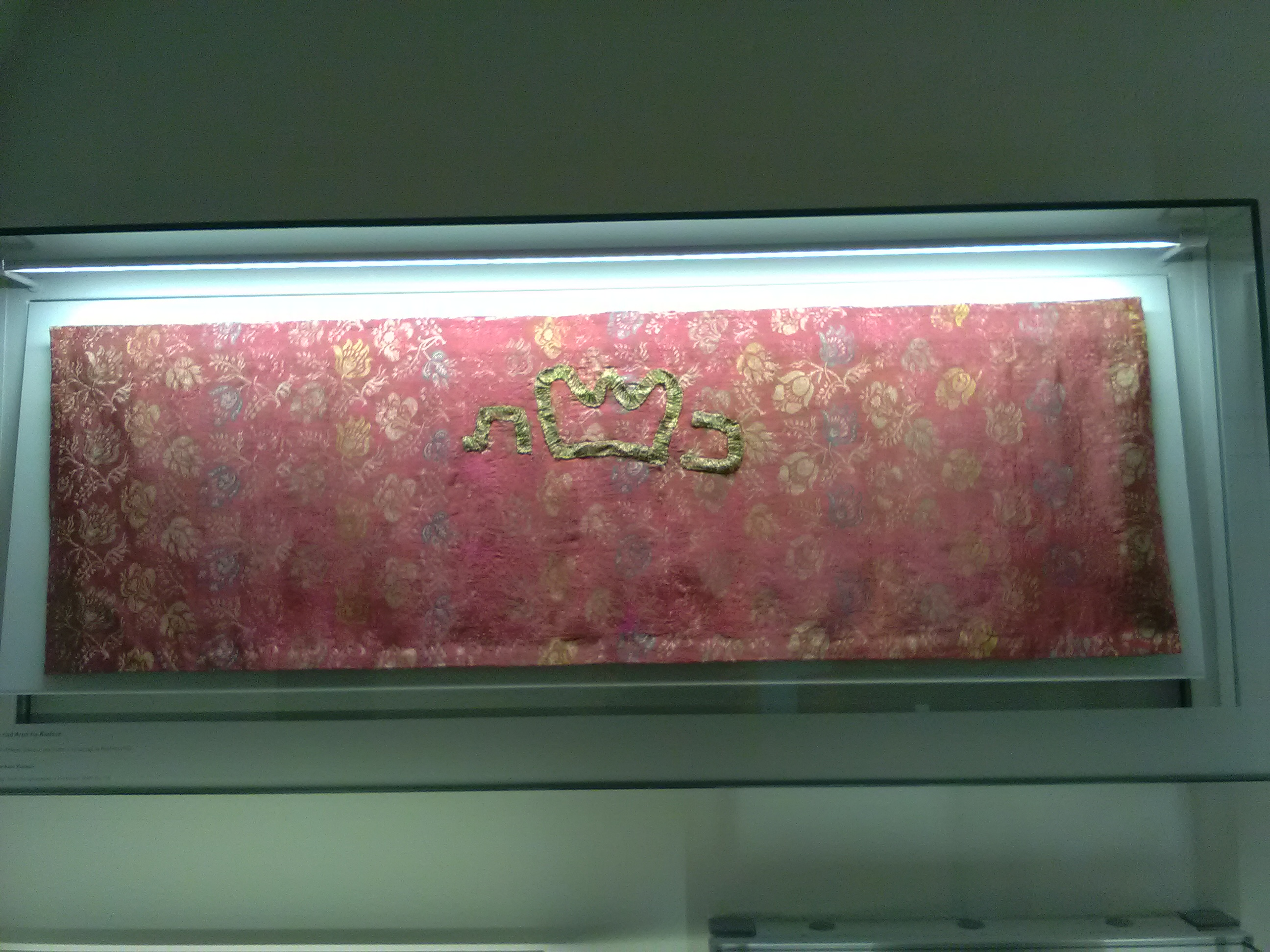
Kaporet z końca XVII wieku. Obecnie w zasobach Muzeum Sztuk Użytkowych w Poznaniu

W celu zachowania ciągłości tradycji biblijnej kaporetem nazywa się podłużny lambrekin, która razem z parochetem jest zawieszany w synagodze nad aron (ha-)kodesz, miejscu przechowywania rodałów. W XVII wieku upowszechnił się model kaporetu o pięciu płatach, na których przedstawiano sprzęty ze Świątyni Jerozolimskiej, jak Tablice Dziesięciorga Przykazań, ołtarz ofiarny, stół na chleby pokładne, menora oraz kijor. Kolorystyka kaporetu jest dopasowana do parochetu a zdobieniami są haftowane napisy w języku hebrajskim, ornamenty lub symboliczne motywy, jak lwy czy jelenie. Kaporet wykończony jest u dołu ząbkami lub frędzlami. Jest symbolem wieka Arki Przymierza. 

### Źródła z okresu Drugiej Świątyni
W hellenistycznej żydowskiej Septuagincie termin ten został przetłumaczony jako hilasterion („rzecz, która odpokutowuje”), zgodnie z drugorzędnym znaczeniem hebrajskiego rdzenia czasownika „zakrywać” (כָּפַר kaphar) w pi'el i pu'al jako „zakrywać grzechy”, oraz jako "odpokutować" w Jom Kipur. Termin hilasterion  nie jest znany w klasycznych tekstach greckich i wydaje się być jednym z kilku żydowskich neologizmów w grece, znalezionych w Septuagincie.